# Björn Weckström
Björn Ragnar Weckström, född 8 februari 1935 i Helsingfors, är en finländsk silversmed, konsthantverkare, verksam bland annat som skulptör, formgivare och smyckedesigner.
Björn Weckström utexaminerades från Helsingfors guldsmedsskola 1956 och hade från 1956 till 1963 egen verkstad. År 1963 började han formge guld- och silversmycken för företaget Lapponia. I slutet av 1960-talet utvidgades hans produktion för att omfatta akryl- och senare även glasskulpturer samt bruksglas. Sedan 1981 är han bosatt och verksam i Italien där han skapar skulpturer i brons. I Helsingfors finns flera offentliga konstverk utförda av honom.
Han är representerad vid bland annat Royal Scottish Museum i Edinburgh, Vestlandske kunstindustrimuseum i Bergen, Victoria and Albert Museum, Finlands glasmuseum, Designmuseet i Helsingfors, Pforzheim Jewellery Museum och Museum of Modern Art i Boston. 

## Offentliga verk
- Den visslande helsingforsaren, Stora Robertsgatan, Helsingfors, 1995[15]
- Fazers tupp, Glogatan, Helsingfors, 1991[16]
- Narkissos, Stora Smedjan, Helsingfors, 1982[17]

## Priser och utmärkelser
- 1968 – Lunningpriset
- 1986 – professors namn[14]
- 1971 – Pro Finlandia[14]
- 2013 – Kaj Franck-priset[18]
- 2017 – Cavaliere dell’Ordine della Stella d’Italia